# How to Lose Friends & Alienate People
How to Lose Friends & Alienate People (prt: Como Perder Amigos e Alienar Outros; bra: Um Louco Apaixonado) é um filme britânico de 2008, do gênero comédia romântica, dirigido por Robert B. Weide, com roteiro de Peter Straughan baseado na autobiografia homônima do escritor britânico Toby Young.
O filme conta os cinco anos em que Young lutou para se estabelecer nos Estados Unidos após ser empregado na Sharps Magazine. Os nomes das pessoas e revistas que Young entrou em contanto com foram alterados para a adaptação do filme. A versão cinematográfica (adaptada por Peter Straughan) é mais ficcional e muito diferente se relacionado com o trabalho do qual foi adaptado.

## Sinopse
Sidney Young (Simon Pegg) é um pequeno, aspirante jornalista britânico que trabalha para um revista radical de esquerda. Após um incidente em uma festa onde Sidney acidentalmente solta um porco ele é contratado para trabalhar em uma grande revista em Nova Iorque. Ele é contratado por Clayton Harding (Jeff Bridges), editor da revista Sharps, um homem que Sidney havia anteriormente satirizado em sua revista.
Sidney perturba seus colegas de trabalho, começando com Alison Olsen (Kirsten Dunst), que está ali apenas para conseguir dinheiro até acabar seu livro, então seu chefe Lawrence Maddox (Danny Huston). Ele também ameaça atingir os maiores clientes da publicitária Eleanor Johnson (Gillian Anderson). Ele então encontra uma nova estrela em ascensão, Sophie Maes (Megan Fox), entretanto Lawrence manda ele evitar falar com ela. Sidney faz de sua missão virar alguém importante no ramo, entretanto, suas chances são destruídas quando ele acidentalmente mata o cão de Sophie.

## Elenco principal
- Simon Pegg como Sidney Young.
- Kirsten Dunst como Alison Olsen.
- Jeff Bridges como Clayton Harding.[1]
- Danny Huston como Lawrence Maddox.
- Gillian Anderson como Eleanor Johnson.
- Megan Fox como Sophie Maes.

## Produção
How to Lose Friends & Alienate People é um filme independente e foi descrito como "um O Diabo Veste Prada envolto em testosterona."
Em 2006, anunciaram que Simon Pegg seria o protagonista, em abril de 2007 revelaram que Kirsten Dunst apareceria no filme, e em maio de 2007, Jeff Bridges e Gillian Anderson foram adicionados ao elenco.
Toby Young, que escreveu as memórias, foi banido do set pois ele estava distraindo o elenco e a equipe. Apesar de que ele aparece no filme.

## Bilheteria
O filme estreou em primeiro lugar do Reino Unido, arrecadando cerca de US$ 7 055 425 durante seu tempo em cartaz lá. Ele ganhou o equivalente a US$ 2 927 210 na Rússia e o equivalente a US$ 1 963 356 na Austrália. Nos Estados Unidos e no Canadá, o filme adquiriu o equivalente a US$2 778 242. A receita mundial foi perto de 17.3 milhões de dólares, 40% menos do que o orçamento.

## Críticas
O filme recebeu no geral críticas negativas. Ele atualmente possui classificação de 37% no site Rotten Tomatoes, entretanto nem todos odiaram o filme, The Spectator, por exemplo, chamou o filme de "divertido". The Sunday Times disse que o filme "possui mais risadas do que qualquer outra comédia britânica para aparecer."
Nos Estados Unidos, Roger Ebert chamou de "possivelmente o melhor filme que podia ser feito sobre Toby Young que não é censurado para acima de 17" e deu três estrelas e meia de quatro.